# Portomaggiore
Portomaggiore ist eine italienische Gemeinde (comune) mit 11.996 Einwohnern (Stand 31. Dezember 2023) in der Provinz Ferrara, Region Emilia-Romagna.

## Geografie
Portomaggiore liegt etwa 25 Kilometer südöstlich von Ferrara und etwa 55 Kilometer nordöstlich von Bologna in der Po-Ebene. Die Nachbargemeinden sind Argenta, Comacchio, Masi Torello, Voghiera und Ostellato.

## Geschichte
Die ersten Dokumente, die auf die Ursprünge von Portomaggiore hindeuten, stammen aus dem Jahr 896 nach Christus. Erstmals erwähnt wurde die Stadt in einem Dokument vom 17. September 955, damals noch als Porto – es ist aber unstreitig, dass es sich hierbei um das heutige Portomaggiore handelt.
Die Estensi prägten die Geschicke der Stadt nachhaltig. 1277 errichteten sie einen Graben vom Fluss Po di Primaro bis zu den Valli di Comacchio, um ihre Besitztümer besser abzugrenzen. Sie errichteten ebenfalls mehrere Herrschaftssitze, zum Beispiel die Delizia del Verginese (siehe Abschnitt Kultur und Sehenswürdigkeiten).
Das Schloss von Portomaggiore, im 15. und 16. Jahrhundert mehrfach erwähnt, existiert heute nicht mehr. Man vermutet, dass es sich auf dem heutigen Piazza della Repubblica befand.
Das Stadtzentrum wurde vom 13. bis zum 17. April 1945 während der alliierten Frühjahrsoffensive mehrfach bombardiert, mehr als 1000 Bürger starben. Einige Privathäuser überdauerten die Zerstörungen, von den antiken Klöstern, Kirchen und Palästen ist allerdings nichts mehr übrig.

## Wirtschaft
Die Landwirtschaft und die Textilindustrie, die wichtigsten Wirtschaftszweige von Portomaggiore, verlieren immer weiter an Bedeutung, die Industrie ist noch in der Entwicklungsphase. Hervorzuheben ist die Firma Fabbri 1905, die 1905 in Portomaggiore gegründet wurde und heutzutage in Bologna Eisdielenbedarf sowie Süßigkeiten herstellt.

## Verkehr und Infrastruktur

### Straßen
Portomaggiore liegt an der Strada Statale 16 Adriatica und ist nur wenige Kilometer von der Verbindung Ferrara – Porto Garibaldi entfernt.
Die nächstgelegene Autobahn ist die A13 Bologna – Padua.

### Eisenbahn
Die Linie Ferrara – Rimini hält in Portomaggiore, außerdem fahren Züge auf der Strecke Portomaggiore – Bologna. Portomaggiore ist somit nach Ferrara der wichtigste Umsteigebahnhof der Region. Die Verbindung von Portomaggiore nach Bando wurde nur von 1921 bis 1943 für den Transport von Zuckerrüben bedient.

## Kultur und Sehenswürdigkeiten
Die wichtigste Sehenswürdigkeit des Bezirks ist die Delizia del Verginese, ein Landsitz bei Gambulaga, etwa 6 Kilometer von Portomaggiore entfernt. Herzog Alfonso I. d’Este baute das ursprüngliche Landhaus im 16. Jahrhundert zu einem Schloss um und schenkte es Laura Eustochia Dianti. Nach dem Tod des Herzogs zog sich die Dame zurück und kümmerte sich um die Renovierung des Schlosses. Cavaldi da Parma plante das heutige Aussehen: Eine rechteckige Grundfläche, umrahmt von vier Türmen. Seitlich befindet sich eine kleine Kirche. Nach ihrem Tod fiel das Schloss an ihren Sohn Alfonso und danach an Cesare d’Este.
Im Naturschutzgebiet Oasi di Porto befindet sich ein naturgeschichtliches Museum.

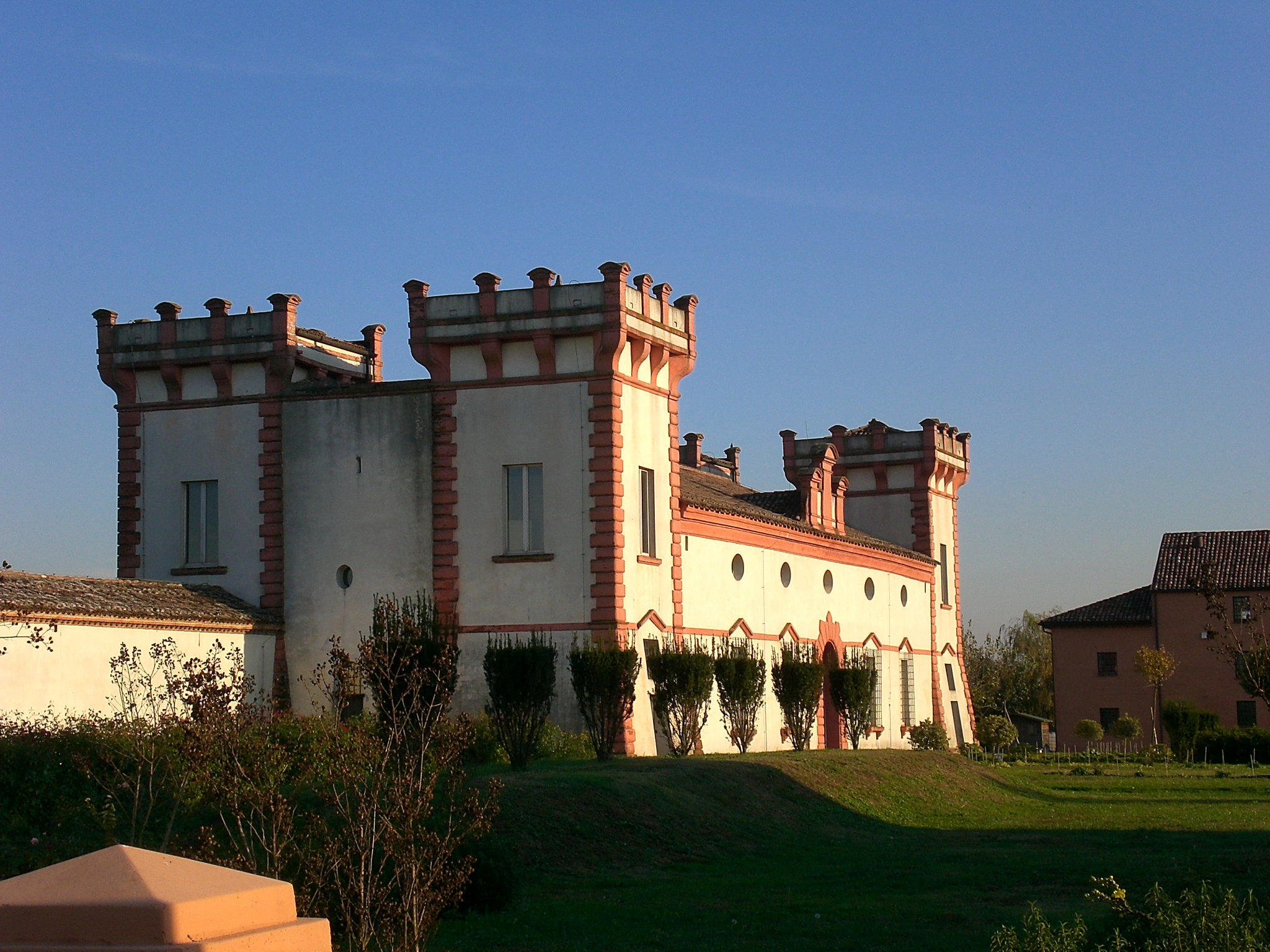
Landsitz La Delizia del Verginese
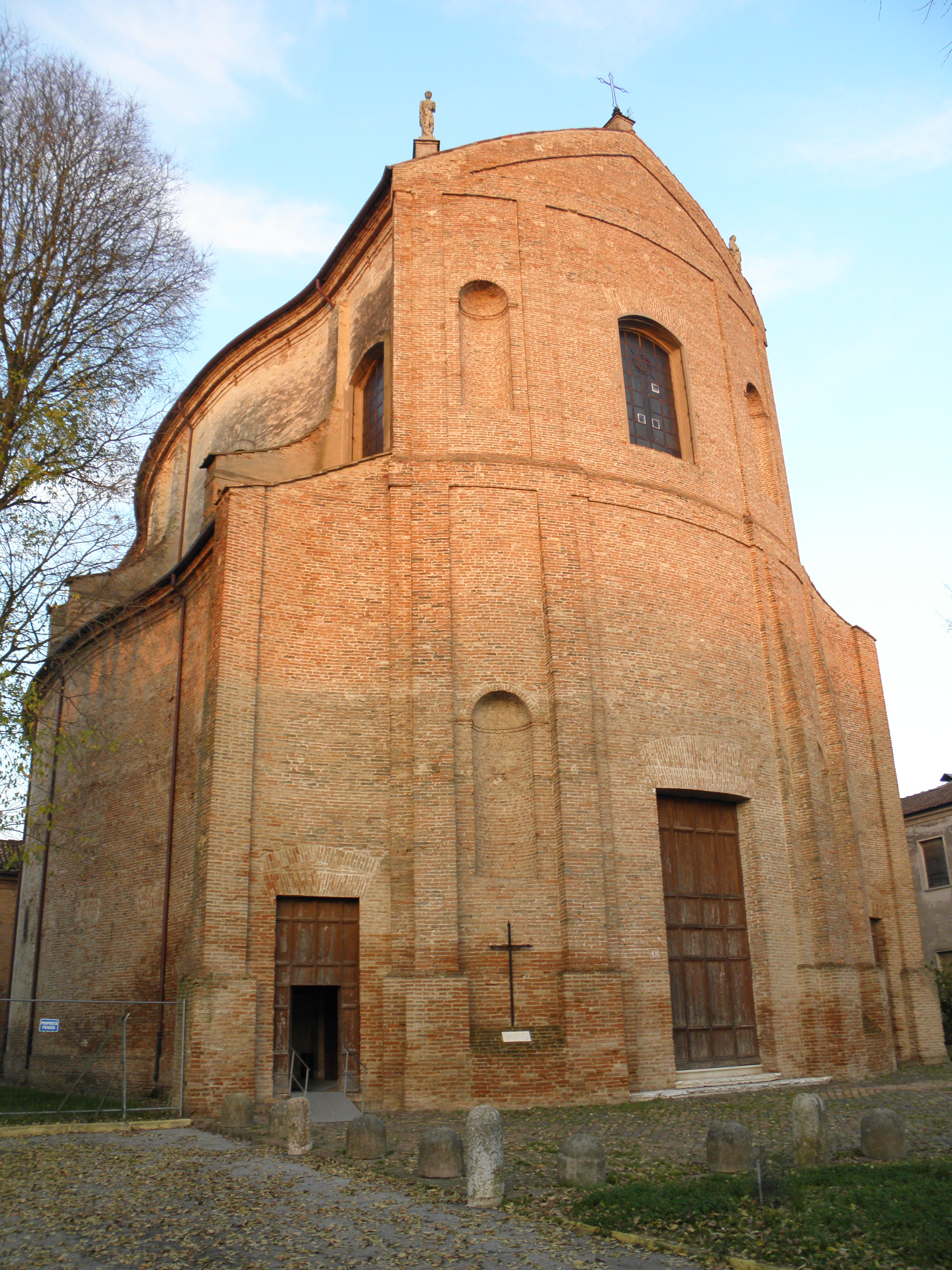
Pfarrkirche San Giorgio im Ortsteil Gambulaga
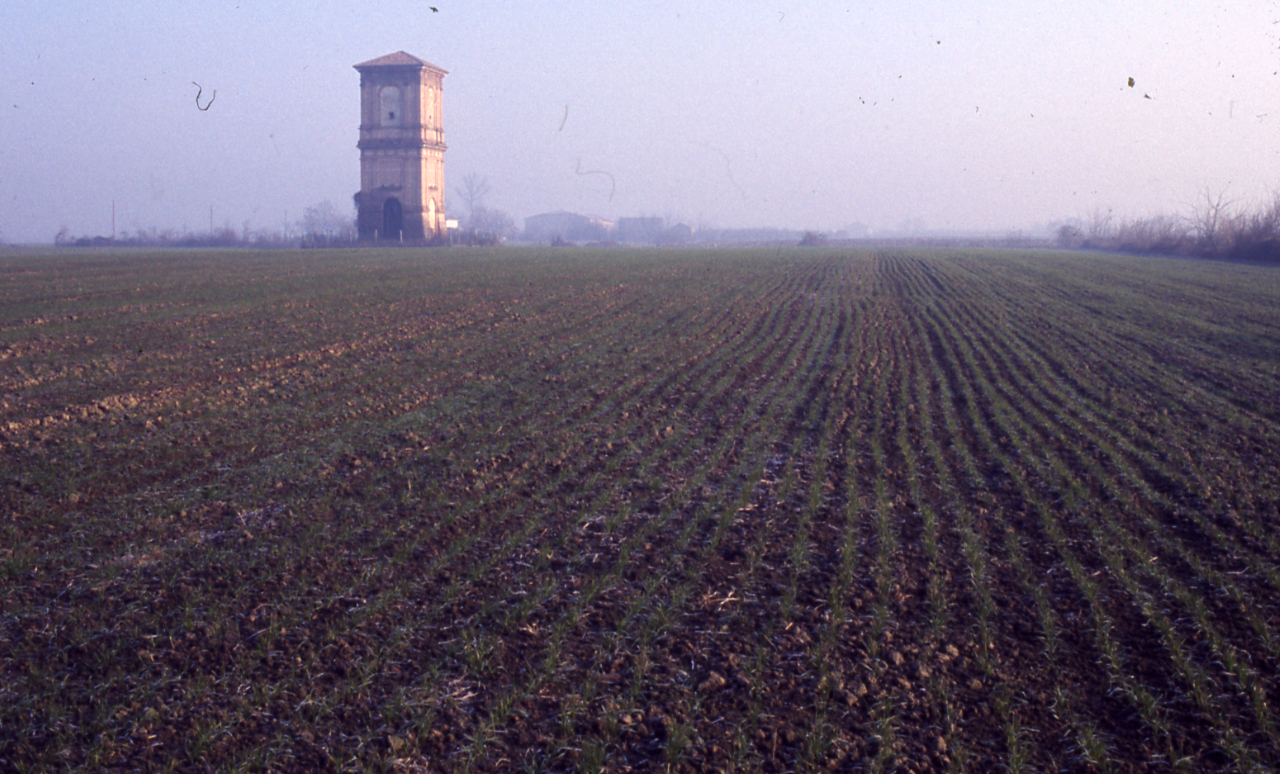
Taubenschlag bei Portomaggiore (Aufnahme von Paolo Monti)
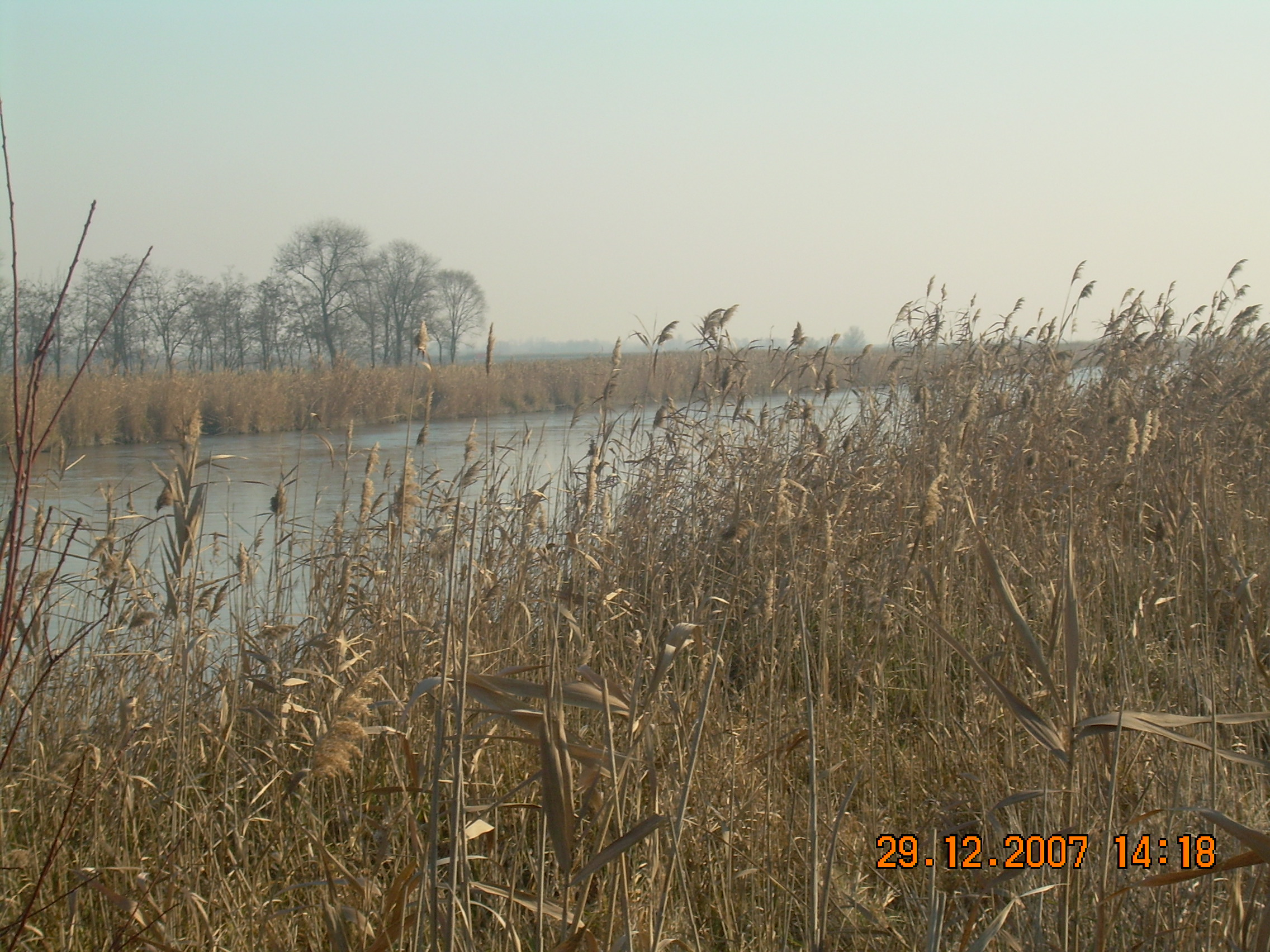
Naturschutzgebiet Oasi di Porto
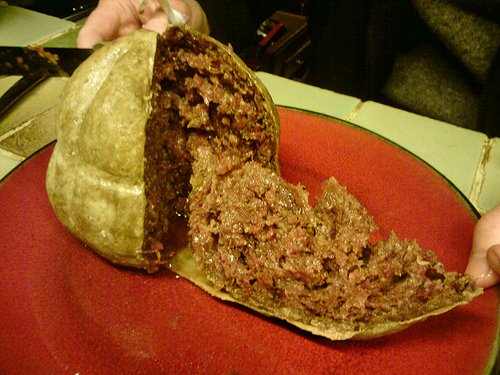
Salama da Sugo

## Sport
Die Stadt ist bekannt für Volleyball, brachte aber auch viele berühmte Fußballspieler hervor. Das Fußballstadion ist Savino Bellini gewidmet.

## Regionale Spezialitäten
Portomaggiore ist die Heimat der Salama da Sugo, eine sehr weiche, fast flüssige gekochte Wurstspezialität und seit 2014 ein Produkt mit geschützter geographischer Angabe (g.g.A., italienisch IGP) 

## Söhne und Töchter der Gemeinde
- Mario Cavallari (1878–1960), Rechtsanwalt, Politiker und Antifaschist
- Cesare Toschi (1906–1941), Pilot
- Savino Bellini (1913–1974), Fußballspieler
- Dino Bruni (* 1932), Radfahrer
- Ruben Buriani (* 1955), Fußballspieler
- Stefania Strumillo (* 1989), Diskuswerferin
- Davide Santon (* 1991), Fußballspieler